# Ксенија Крнајски
Ксенија Крнајски (Нови Сад, 10. април 1977) је српска позоришна режисерка.

## Биографија
Ксенија Крнајски рођена је у Новом Саду 10. априла 1977. године. Завршила је Гимназију "Јован Јовановић Змај“ у Новом Саду, а позоришну режију на Академији уметности Браћа Карић у Београду у класи проф. Никите Миливојевића и Аните Манчић. Дипломирала 2001. године у Народном позоришту у Београду поставком представе Полароиди Марка Рејвенхила.
Члан редакције позоришног часописа „Сцена“ (2004—2008) и сарадник пројекта НАДА, који се бави унапређивањем и промоцијом савременог драмског текста.

## Режија
| Година | Назив                                           | Аутор                                                                                               | Позориште                                     | Извор  |
| ------ | ----------------------------------------------- | --------------------------------------------------------------------------------------------------- | --------------------------------------------- | ------ |
| 2019.  | Свици                                           | Тена Штивичић                                                                                       | Народно позориште Лесковац                    | [ 1 ]  |
| 2017   | Сама је тражила                                 | Бранислава Илић Милан Марковић Јасна Јасна Жмак Данијела Кулезић Wилсон Милан Марковић Маја Пелевић | Дечији културни центар                        | [ 2 ]  |
| 2015.  | Омнибус опера                                   | Ђанкарло Меноти Семјуел Барбер Пол Хандемит                                                         | Српско народно позориште Нови Сад             | [ 3 ]  |
| 2015.  | Дрита                                           | Даница Николић Николић                                                                              | Пулс театар Лазаревац и Народно позориште Ниш | [ 4 ]  |
| 2014.  | Последња сирена                                 | Ијан Вилсон                                                                                         | Корк, Ирска                                   | [ 5 ]  |
| 2012.  | Пинокио                                         | Слободан Обрадовић                                                                                  | Позориште „Душко Радовић” Београд             | [ 6 ]  |
| 2012.  | Најављено убиство (позоришна представа)         | Агата Кристи                                                                                        | Српско народно позориште, Нови Сад            | [ 7 ]  |
| 2010.  | Животињско царство (позоришна представа)        | Роналд Шимелфениг                                                                                   | Народно позориште Београд                     | [ 8 ]  |
| 2008.  | Тотални мраз (позоришна представа)              | Маја Пелевић                                                                                        | Позориште "Бошко Буха" Београд                |        |
| 2007.  | Све о женама (позоришна представа)              | Миро Гавран                                                                                         | Дом културе Ваљево                            | [ 9 ]  |
| 2007.  | Лек од бресквиног лишћа (позоришна представа)   | Маја Пелевић/Зорица Кубуровић                                                                       | Позориште Душко Радовић                       | [ 10 ] |
| 2006.  | Авети (позоришна представа)                     | Хенрик Ибзен                                                                                        | Српско народно позориште Нови Сад             |        |
| 2006.  | Четири мале жене (позоришна представа)          | Светислав Јованов/Љиљана Каспар Јокић                                                               | Народно позориште Тоша Јовановић, Зрењанин    |        |
| 2005.  | Београд-Берлин (позоришна представа)            | Маја Пелевић                                                                                        | Звездара театар                               |        |
| 2005.  | Будите лејди на један дан (позоришна представа) | Маја Пелевић                                                                                        | Битеф театар                                  |        |
| 2004.  | Под плавим небом (позоришна представа)          | Дејвид Елдриџ                                                                                       | Народно позориште Суботицa                    |        |
| 2004.  | Покондирена тиква (позоришна представа)         | Јован Стерија Поповић                                                                               | Српско народно позориште Нови Сад             | [ 11 ] |
| 2003.  | Говорница (позоришна представа)                 | Јагош Марковић                                                                                      | Театар народне армије, Софија, Бугарска       |        |
| 2003.  | Порша Коклан (позоришна представа)              | Марина Кар                                                                                          | Мало позориште Душко Радовић                  |        |
| 2001.  | Полароиди (позоришна представа)                 | Марк Рејвенхил                                                                                      | Народно позориште, Београд                    |        |
| 1999.  | Језички рулет (позоришна представа)             | Дара Карвил                                                                                         | Битеф театар                                  |        |
| 1997.  | Луткарско позориште Мајстора Педра              | Мануел де Фаља                                                                                      | Cinema Rex, Београд                           |        |